# Narcisse Girard

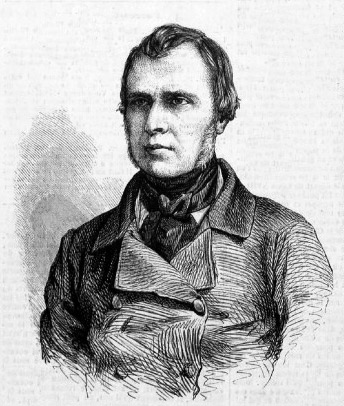
Narcisse Girard

Narcisse Girard (28 januari 1797 - 16 januari 1860) was een Frans violist, dirigent en componist.
Girard werd geboren in Nantes.  Hij was leerling van Pierre Baillot (viool, winnaar van de Premier prix in 1820) en Anton Reicha (contrapunt) aan het Conservatoire de Paris. Na het afronden van zijn studie ging hij voor een jaar naar Italië om zich verder te vormen. Nadat hij orkesten had geleid in het Hôtel de Ville, werd Girard de dirigent van de Opéra Italien van 1830 tot 1832. Hij was chef-dirigent aan de Opéra Comique van 1837 tot 1846, waarna hij dirigent werd aan de Parijse Opera. Hij leidde er de premières van  Le prophète en Sapho.
Op 30 oktober 1849 dirigeerde Girard Mozarts Requiem als deel van de uitvaartceremonie voor Frédéric Chopin.
Van 18 oktober 1848 tot 17 januari 1860 was Girard de dirigent van het Société des Concerts du Conservatoire. Hij leidde hen in meer dan 100 concerten. Girard dirigeerde de eerste uitvoering van  Harold en Italie van Hector Berlioz in de Salle du Conservatoire op 23 november 1834 met Chrétien Urhan (altviool).
Girard was docent viool aan het Parijse Conservatorium, waar onder anderen Jules Danbé, Charles Lamoureux en Édouard Colonne tot zijn leerlingen behoorden.
Tot zijn composities behoren een ouverture Antigone en enkele korte muziektheaterwerken,  Les deux voleurs en Les dix.
Terwijl hij al ziek was en hij een concert leidde van het conservatorium, collabeerde Girard toen hij aan het dirigeren was, aan het einde van de derde akte van Les Huguenots aan de Opéra. Hij is begraven op de begraafplaats van Père Lachaise.
- Biblioteca Nacional de España: XX1470364
- Bibliothèque nationale de France: cb148480434 (data)
- Gemeinsame Normdatei: 116635533
- International Standard Name Identifier: 0000 0000 5935 9465
- Library of Congress Control Number: no2018146151
- Base Léonore: LH//1145/28
- MusicBrainz: fdca7dc5-6cfe-4c67-9bc8-d336bce7597a
- Nederlandse Thesaurus van Auteursnamen: 21760739X
- SNAC: w65d92b7
- Système universitaire de documentation: 124680496
- Virtual International Authority File: 29799930
- WorldCat: E39PBJvCWPgRttQGC9k4qBHXBP